# Големи пясъчни дюни (национален парк)
Националният парк и резерват Големи пясъчни дюни (на английски: Great Sand Dunes National Park and Preserve) е национален парк в щата Колорадо, САЩ. Разположен е на територията на окръзите Аламоза и Съуач на площ от 340 km². Отначало съществува като национален монумент от 1932 година, обявен е за национален парк на 13 септември 2004 година.
Това са най-високите дюни в Северна Америка, достигат височина от 230 m. Формирани са от пясъчни и почвени отлагания на реката Рио Гранде и нейните притоци в долината Сан Луис. Западните ветрове в продължение на много години са навявали тези частици от речните отлагания. Този процес продължава и до днес и всъщност формата на дюните се мени непрекъснато.
В парка се намират също така алпийски езера и тундра, 6 върха над 3940 m, гори от смърч и бор, големи тревни площи и блатисти местности. Всички те са предпоставка за разнообразна флора и фауна.
Причината за съществуване на дюните е влажността. Само няколко сантиметра под повърхността пясъкът е мокър. През тях преминават няколко ручей, ако те пресъхнат, дюните ще изчезнат.
Я националния парк и резерват Големи пясъчни дюни има област с черен пясък, където могат да се намерят залежи на магнетит и железен окис.